# Kostel Navštívení Panny Marie (Město Albrechtice)
Kostel Navštívení Panny Marie se nachází na náměstí ČSA ve Městě Albrechticích v okrese Bruntál v Horním Slezsku. Pozdně barokní farní kostel je chráněn jako kulturní památka od roku 1958 a je zapsán v Ústředním seznamu kulturních památek ČR.

## Historie
Současný kostel vznikl na místě původního kostela z roku 1610, který v roce 1746 vyhořel. Obnova kostela byla provedena v letech 1747 až 1752. Stavitelem kostela byl krnovský měšťan a stavitel Georg Friedrich Gans. Jeho dnešní podoba je z poslední čtvrtiny 18. století. Architektonický nejhodnotnější je průčelí kostela směrem do náměstí, kde je dominantní hranolová věž.

## Popis
Kostel je postaven z cihel. Půdorys kostela je jednolodní ve tvaru kříže a ukončen půlkruhovým závěrem. Na západním průčelí je vtažená hranolová věž. Při jižní straně je umístěna obdélná půlkruhová uzavřená kaple a na severní straně je umístěna obdélná sakristie. Průčelí je členěno pilastry, které jsou ukončeny kompozitními hlavicemi. Střední osa průčelí předstupuje s pilastry a je ukončena trojúhelníkovým štítem. Boční fasádu člení lizénové rámy.

### Interiér
V kostele jsou na oltáři umístěny obrazy od malíře Alberta Adama. Fresková výmalba je ornamentální a scény z Mariánského cyklu.

### Zvony
Původní zvony se nedochovaly. V roce 1909 byly vysvěceny zvony: Marie (593 kg), sv. Rodiny (310 kg) a sv. František z Assisi (190 kg). Tyto zvony byly za 1. světové války zabaveny. V roce 1925 byly nově nahrazeny čtyřmi zvony ulitými jihočeskou dílnou Rudolfa Pernera u Českých Budějovic: sv. Michal (1100 kg, průměr 118 cm), Marie (500 kg, průměr 95 cm), Ježíš (300 kg, průměr 80 cm). Tyto zvony jsou památkově chráněny.

## Galerie

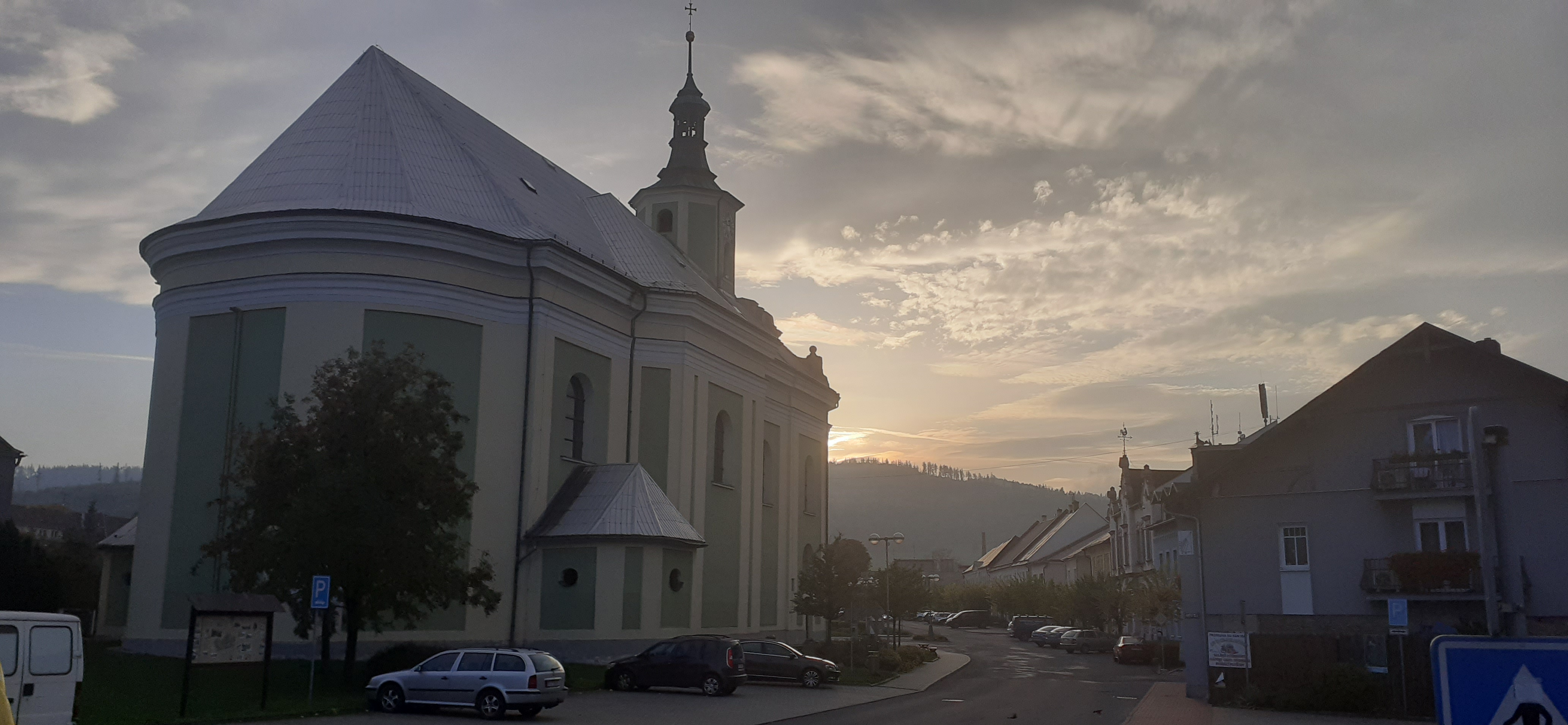
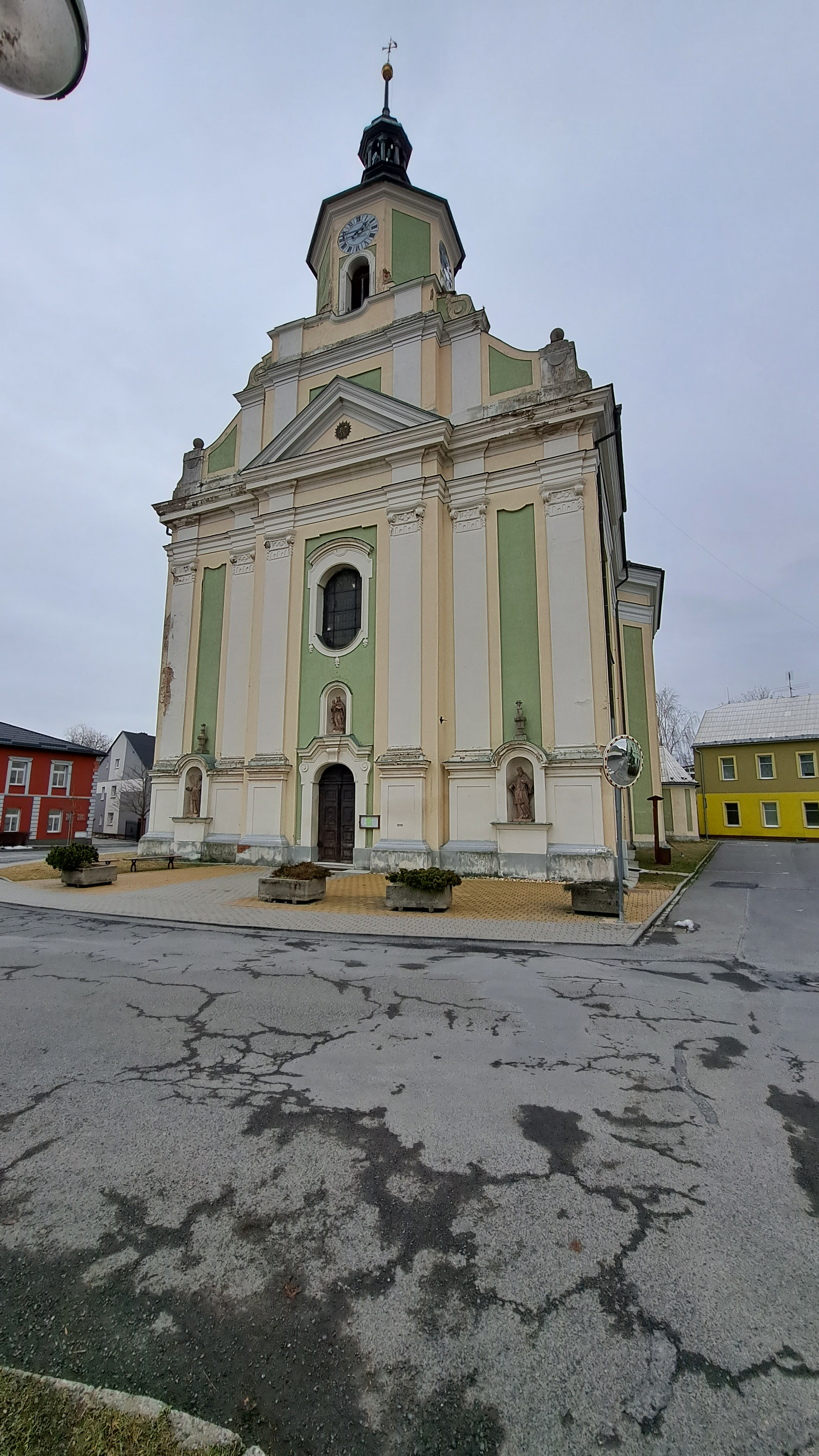
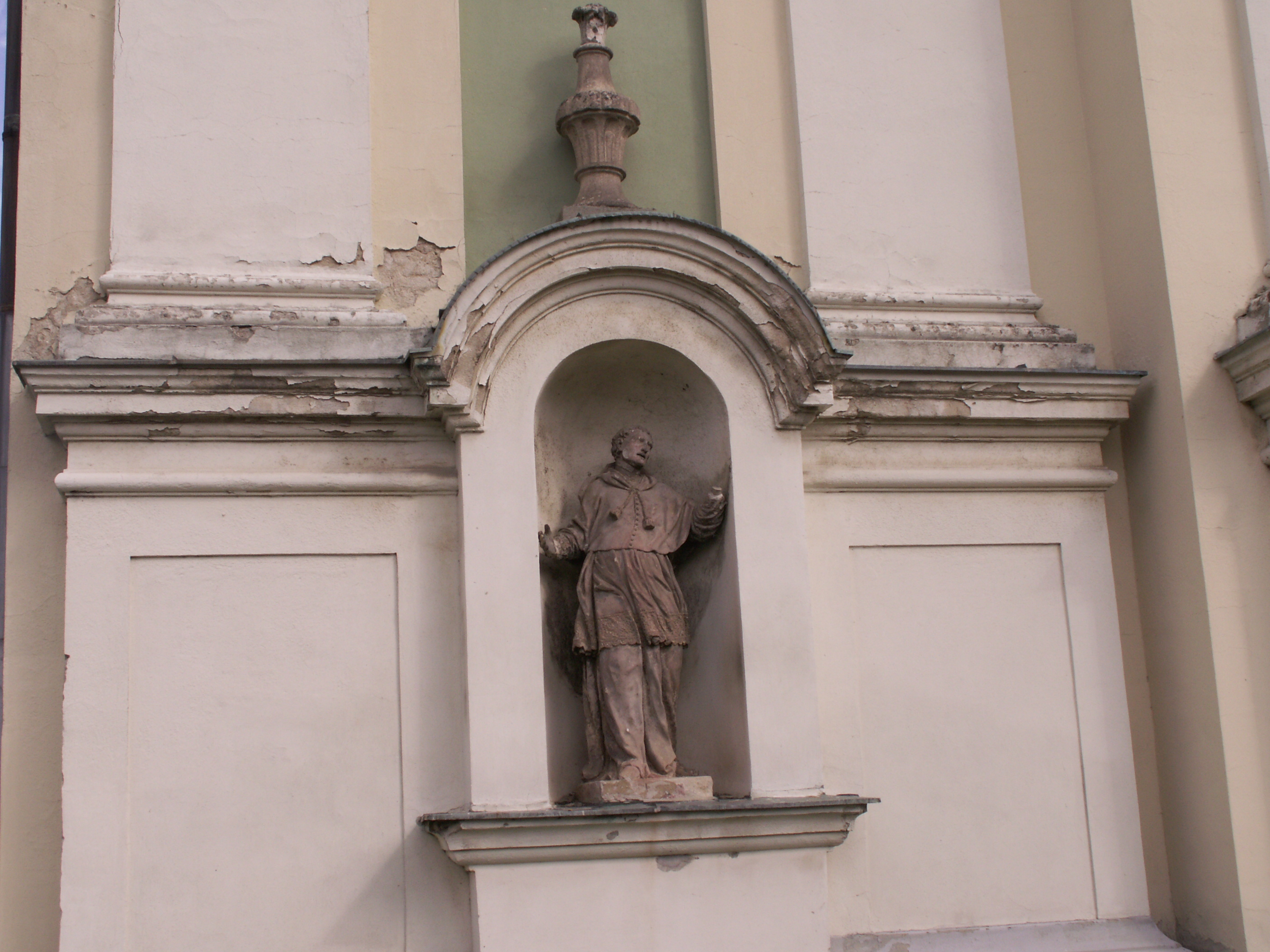
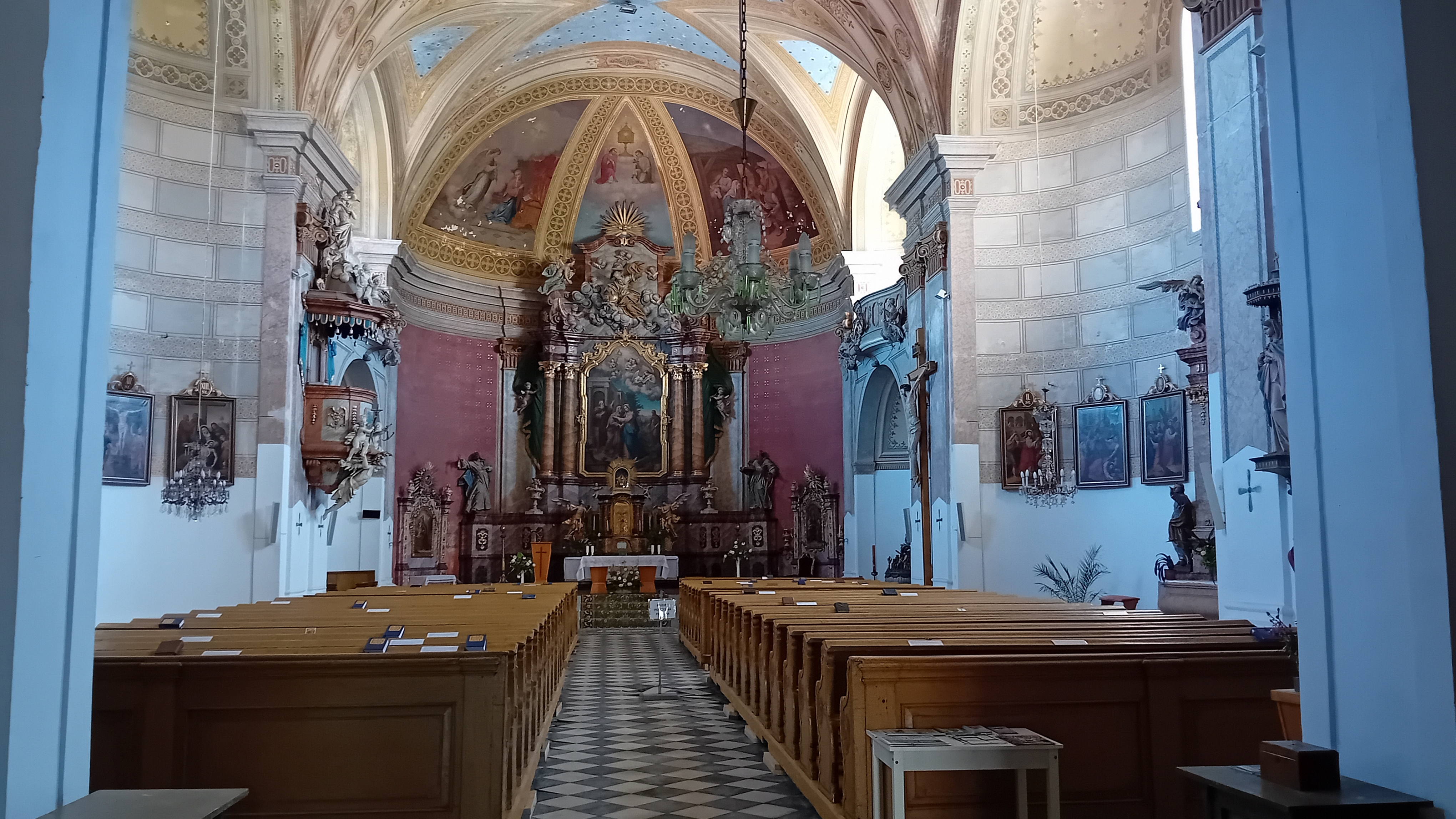
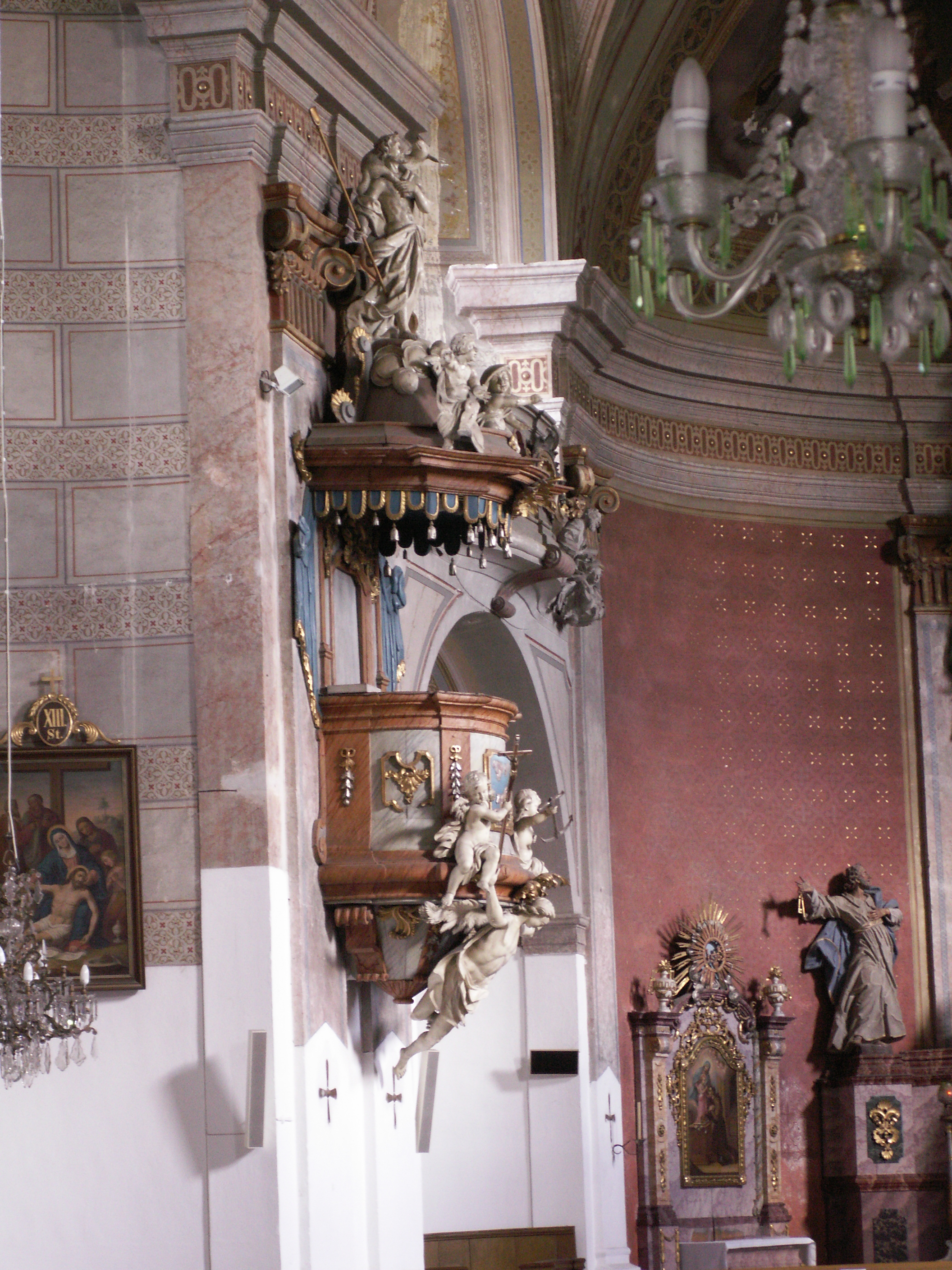

## Další informace
Před kostelem se nachází Pomník vojákům Rudé armády ve Městě Albrechticích vytvořený z bludného balvanu.